# Fovu Club
Der Fovu Club de Baham, auch einfach nur Fovu Club, ist ein 1978 gegründeter kamerunischer Fußballverein aus Baham. Aktuell spielt der Verein in der ersten Liga, der MTN Elite one.

## Erfolge
- Kamerunischer Meister: 2000
- Kamerunischer Pokalsieger: 2001, 2010, 2023
- Kamerunischer Supercupsieger: 2001

## Stadion
Der Verein trägt seine Heimspiele im Stade de Baham in Baham aus. Das Stadion hat ein Fassungsvermögen von 7000 Personen.